# Christelle Reggiani
Pour les articles homonymes, voir Reggiani.
Christelle Reggiani est une critique littéraire française.

## Biographie
Christelle Reggiani est une ancienne élève de l'École normale supérieure (promotion 1990) et agrégée de lettres modernes (1993).
Elle a été professeur de langue et de littérature françaises à l'Université de Lille III, puis à l'Université Paris IV.
Elle a publié de nombreux articles consacrés à l'œuvre de Georges Perec et des auteurs de l'OuLiPo.